# Retrozession (Finanzbranche)
In der Finanzbranche der Schweiz versteht man unter Retrozessionen (ausserhalb der Schweiz laut der Richtlinie 2014/65/EU über Märkte für Finanzinstrumente (Finanzmarktrichtlinie, MiFID) auch als Anreize bezeichnet) Entgelte (Provisionen) zu Gunsten der Vertriebsstellen. Retrozessionen werden von Produktanbietern bezahlt, in der Vermögensverwaltung auch von der Depotbank des Vermögensverwalters. Zu Retrozessionen in anderen Ländern (Deutschland, Österreich) und anderen Branchen (u. a. Gesundheit, Assekuranz, Werbung) siehe den Artikel Kick-back.

## Kategorien
Retrozessionen, umgangssprachlich auch „Retro(s)“ genannt, lassen sich in der Finanzbranche grob in folgende Kategorien unterteilen:
- Rückvergütungen eines Teils der Management-Gebühr bei Finanzprodukten: Die sogenannten Bestandesretrozessionen, auch Bestandespflegekommissionen genannt, werden von Produktanbietern an Vermögensverwalter bezahlt. Als Gegenleistung dafür, dass die Produkte eingesetzt werden, geht durchschnittlich rund die Hälfte der Verwaltungsgebühr an den Vertrieb. Diese Zahlungen werden regelmässig, meist quartalsweise, ausbezahlt. Diese Retrozessionen wurden durch ein Urteil des Schweizer Bundesgerichts vom 30. Oktober 2012 für unzulässig erklärt (siehe unten).
- Rückvergütungen des Ausgabeaufschlages bei Investmentfonds: Wer Anlagefonds kauft, muss oftmals einen sogenannten Ausgabeaufschlag bezahlen. Wird der Fonds dem Kunden durch einen Dritten vermittelt, erhält dieser normalerweise den gesamten Ausgabeaufschlag.
- Rückvergütungen bei Devisengeschäften: Wird von einem Vermögensverwalter für mehrere seiner Kunden ein Devisengeschäft getätigt, sind die Konditionen deutlich besser als für einen (einzelnen) Privatkunden. Oft erhält der Vermögensverwalter die Differenz.
- Rückvergütungen bei der Courtage: Für jede Wertschriftentransaktion, die ein Vermögensverwalter tätigt, erhält dieser einen Teil der dem Kunden verrechneten Gebühren als Umsatzbeteiligung.
- Rückvergütungen bei der Depotführungsgebühr: Ein Vermögensverwalter vereinbart mit der Depotbank für seinen gesamten Kundenbestand eine einheitliche Depotführungsgebühr. Der Kunde erhält aber nur einen geringen Rabatt oder zahlt die banküblichen Konditionen. Die Differenz geht an den Vermögensverwalter.
- Retrozessionen existieren außerdem im Kreditkartengeschäft: Bei der Akzeptanz von Kartenzahlungen muss der Anbieter dem Kreditkartenunternehmen einen Rabatt einräumen. Einige Kreditkartenunternehmen erstatten einen Teil davon ihren Kunden, etwa mit sog. „Kickback-Kreditkarten“.

## Ursache und Problematik von Retrozessionen

### Vergütung von Vertriebsleistungen als primärer Grund
Anbieter von Finanzprodukten sind auf das Vertriebsnetz bzw. den Kundenstamm der Finanzberater und Vermögensverwalter angewiesen. Deshalb werden Provisionen an Berater bezahlt, wenn diese sich für ein Produkt des Anbieters entscheiden.
Bei Tätigung von Transaktionen kann eine Bank Gebühren und Einnahmen erzielen. Mit Rückvergütungen beteiligt die Bank den externen Vermögensverwalter an diesem Umsatz.
Diese Provisionen stellen ein auch in anderen Bereichen der Wirtschaft übliches Anreizsystem dar. Problematischer sind Retrozessionen, die die Bank selbst vom Emittenten eines Wertpapiers dafür bekommt, dass ihre eigenen Vermögensverwalter im Auftrag ihrer Kunden und auf deren Rechnung Wertpapiere ordern, denn hier droht ein Interessenkonflikt.

### Interessenkonflikt als zentrales Problem
Banken, Produktvermittler und Vermögensverwalter haben in vielen Bereichen gleiche Interessen, die nicht mit denen des Anlegers übereinstimmen müssen. Durch Retrozessionen wird gefördert, dass der Vermögensverwalter auch im Interesse der Bank und nicht nur im Interesse seiner Kunden handelt. Weil er einen Teil der Gebühren rückvergütet erhält, ist er nicht immer daran interessiert, die Gebühren für seine Kunden niedrig zu halten. Weil der Vermögensverwalter bei seinen Anlageentscheidungen meist viel Spielraum hat, kann er seine Einnahmen durch höhere Bank- und Produktgebühren deutlich steigern. Eine höhere Transparenz kann diesen Interessenkonflikt mindern.
Interessenkonflikte bestehen insbesondere bei Kundenbeziehungen, die auf Mandatsbasis (Vermögensverwaltungsvertrag) bearbeitet werden. Hier kann das Auftragsrecht solche Zahlungen auch ohne ausdrückliche Vereinbarung verbieten, wie bereits in mindestens einem vor dem Schweizer Bundesgericht behandelten Fall festgestellt wurde. Inzwischen gibt es erste Vermögensverwaltungen, die ihren Kunden freiwillig sämtliche Retrozessionen rückvergüten, um Interessenskonflikte zu vermeiden. Retrozessionen stellen bei den meisten Banken jedoch einen relevanten Anteil der Netto-Einnahmen dar, was auch Bank-Bilanzen zeigen. Da Finanzberater bei Banken meist auch erfolgsabhängig bezogen auf die von ihnen erzielten Erträge vergütet werden (neben weiteren Erfolgskriterien wie z. B. Neuakquisitionen), haben sie einen Anreiz, ihren Kunden Anlagen anzubieten, die solche Erträge eventuell stärker maximieren als den Nutzen des Kunden. Verbraucherschützer empfehlen den Anlegern daher, die Konditionen von Vermögensverwaltungsmandaten bei nicht unabhängigen Verwaltern (bankeigene und andere) genau zu prüfen.
Es sind auch Fälle bekannt, bei denen die Geschäftsleitung einer Bank ihren Vermögensverwaltern die Anweisung gab, die Produkte eines bestimmten Fondsanbieters zu bevorzugen und dafür spezielle zusätzliche Vergütungen gewährte.

## Rückforderung von Retrozessionen in der Schweiz

### Entscheidung des Bundesgerichts vom 22. März 2006
Im März 2006 hat das Schweizer Bundesgericht entschieden, dass Vermögensverwalter in vielen Fällen Retrozessionen, die ihnen von Dritten zugeflossen waren, an ihre Kunden herausgeben müssen (BGE 132 III 460 vom 22. März 2006, bestätigt durch 137 III 393 vom 29. August 2011). Grundlage bildete dabei Art. 400 I OR (Obligationenrecht), wonach ein Beauftragter verpflichtet ist, auf Verlangen jederzeit über seine Geschäftsführung Rechenschaft abzulegen und dem Auftraggeber alle Vermögenswerte herauszugeben, die mit dem Auftrag in einem inneren Zusammenhang stehen.
Das Schweizer Konsumentenschutzmagazin Kassensturz bietet auf dieser Grundlage auf seiner Internetseite einen Musterbrief zur Rückforderung einbehaltener Retrozessionen zum Herunterladen an (weiteres siehe Weblinks). Retrozessionen können jedoch nur zurückgefordert werden, wenn der Anleger nicht auf diese Zahlungen verzichtet hat. Eine Gegenreaktion der Banken und vieler Vermögensverwalter auf das Urteil vom 22. März 2006 war jedoch, dass sie Verzichtserklärungen für eine Rückforderungen von Retrozessionen in ihre Verträge aufnahmen. Wirksam sind diese nach geltender Rechtsprechung jedoch nur, wenn der Kunde über das Anfallen von Retrozessionen nicht nur grundsätzlich orientiert war, sondern er auch die mögliche Bandbreite dieser Retrozessionen kannte und mittels expliziter Unterschrift sein Einverständnis gegeben hat.
Da sich die Rückforderung der Retrozessionen für betroffene Anleger, ohne eine entsprechende rechtliche Vertretung mit notwendiger Expertise, in der Vergangenheit oftmals als schwierig herausgestellt hat, haben sich Unternehmen wie die schweizerische Liti-Link AG mit Sitz in Kriessern, auf die notwendigen Abtretungs- und Rückforderungsprozesse spezialisiert.

### Das Urteil des Bundesgerichts vom 30. Oktober 2012
Ende Oktober 2012 hat das Schweizer Bundesgericht in einem Grundsatzurteil entschieden, dass ein Anleger mit Vermögensverwaltungsmandat nicht nur Anspruch auf die Erstattung von Retrozessionen hat, die seiner Bank von konzernfremden Produkteanbietern zugeflossen waren, sondern dass auch konzerninterne Retrozessionen (sog. „Bestandespflegekommissionen“) dem Anleger gehören, falls dieser nicht ausdrücklich und vorab auf sie verzichtet hat. Seitdem ist in der Schweiz eine breite Debatte über die Zukunft der Retrozessionen und über die tatsächliche Reichweite des Erstattungsanspruchs im Gange. Umstritten war zum Zeitpunkt des Urteils insbesondere:
- Ob der Erstattungsanspruch sich nur auf Bankkunden mit Vermögensverwaltungsmandat bezieht oder analog auch auf andere Depotkunden („Anlageberatungskunden“),
- ob die Verjährungsfrist für entsprechende Rückforderungen fünf oder zehn Jahre beträgt[2], die Schweizer Steuerbehörden (Finanzdirektion des Kantons Zürich, 12. Februar 2013) gehen von einer Verjährungsfrist von zehn Jahren aus (s. u.),
- ob die Banken solche Erstattungen von sich aus vornehmen müssen oder ob dies nur auf Antrag zu geschehen hat (so die bisherige Praxis fast aller Banken),
- wie erstattete Retrozessionen nachträglich zu besteuern sind (siehe unten),
- welche Formulierungen der Geschäftsbedingungen Rückforderungen zulassen und
- welche Formulierungen der Geschäftsbedingungen Retrozessionen für die Zukunft ausschließen.

Tatsächlich berufen sich heute mit wenigen Ausnahmen die meisten Schweizer Banken auf die Gültigkeit der von ihren Kunden nach dem o. g. Urteil vom 22. März 2006 abgegebenen Verzichtserklärungen. Einzelne Banken haben unterdessen von sich aus Rückzahlungen vorgenommen. Viele Banken haben bereits nach dem ersten Bundesgerichtsentscheid zum Thema Retrozessionen von 2006 die Verträge angepasst, umstritten ist aber, ob diese Änderungen dem Kunden jeweils hinreichend klar verdeutlicht haben, auf welche Beträge er mit ihrer Annahme möglicherweise verzichtet. Anlegerschützer argumentieren, dass nur solche Änderungen von Verträgen und Geschäftsbedingungen Erstattungen ausschließen, bei denen der Bankkunde explizit über die Höhe des damit verbundenen Verzichts informiert wurde. Ohnehin haben viele unabhängige Vermögensverwalter und Finanzberater ihre Verträge noch nicht an die geänderte Rechtsprechung angepasst.
Weitere Rechtsprechungen schafften mehr Klarheit (zB. Verjährungsdebatte).

### Bundesgerichtsurteil vom 16. Juni 2017 (4A_508/2016)
Ein Auftraggeber (Kunde) hat einen Anspruch auf Herausgabe der Retrozessionen, die dem Beauftragten (Bank, Vermögensverwalter) von Dritten (konzerninterne und konzernexterne Produktieanbieter) während der letzten zehn Jahre zugeflossen sind. Mit dem Bundesgerichtsurteil 4A_508/2016 wurde eine Verjährungsfrist von zehn Jahren bestimmt. Die Verjährung beginnt an dem Tag zu laufen, an dem sie vom Beauftragten erhalten wurden. Das Bundesgericht schreibt in einer Medienmitteilung:

«Gemäss Obligationenrecht (OR) beträgt die ordentliche Verjährungsfrist für Forderungen zehn Jahre (Artikel 127 OR). Eine Verjährungsfrist von nur fünf Jahren gilt für periodische Leistungen wie Miet- und Kapitalzinsen (Artikel 128 Ziffer 1 OR). Der Anspruch auf Herausgabe von Retrozessionen stellt keine solche periodische Leistung aus einem Dauerschuldverhältnis dar. Vielmehr entsteht der Herausgabeanspruch des Auftraggebers aus der Tatsache, dass der Beauftragte die Retrozession von Dritten erhalten hat. Jede einzelne Herausgabeverpflichtung des Beauftragten beruht damit auf einer separaten Grundlage, weshalb bei Retrozessionen die allgemeine Verjährungsfrist von zehn Jahren zur Anwendung kommt.»

### Handelsgerichtsurteil vom 15. November 2017 (HG 150054)
Das Handelsgericht des Kantons Zürich hat mit dem Urteil vom 15. November 2017 (HG 150054) eine Klage der BVK auf Herausgabe von Retrozessionen in der Höhe von ca. CHF 12 Millionen (nebst Zinsen) gutgeheissen. Das Gericht hat eine Herausgabepflicht auch bei fehlendem Interessenkonflikt und damit (obiter dictum) auch bei „Execution-Only“ bejaht. Bezüglich der Verzichts- und Verjährungsfrage hat sich das Handelsgericht Zürich an die strengen vorhergehenden Gerichtsurteile zu Retrozessionen angelehnt. Das Urteil ist inzwischen unangefochten in Rechtskraft erwachsen.

### Bundesgerichtsurteil vom 14. August 2018 (BGE 144 IV 294 (6B_689/2016))
Es steht fest, dass ein Vermögensverwalter, der seinen Kunden über Retrozessionen nicht informiert und dementsprechend auch nicht herausgibt, sich der ungetreuen Geschäftsbesorgung nach Art. 158 Abs. 1 StGB schuldig macht.

## Anzahl der Betroffenen
Laut einer Studie haben Schweizer Banken alleine im Jahr 2012 rund CHF 4.2 Milliarden, oder 12,4 % der Wertschöpfung im Bankensektor, durch den Erhalt und die Einbehaltung von Retrozessionen generiert. Eine genaue Auskunft darüber, wie viele Kunden oder ehemalige Kunden von Schweizer Banken und Schweizer Vermögensverwalter betroffen sind und dementsprechend die geflossenen Retrozessionen zurückfordern können, existiert leider nicht.
Alleine in Deutschland kann man von mindestens 120.000 Betroffenen ausgehen. Diese Schätzung basiert auf die Anzahl der Selbstanzeigen wegen Steuerhinterziehung, die seit dem Schweizer Steuer-CD Skandal in Deutschland getätigt wurden. Ein aktueller Bericht spricht von mindestens 135.000 Selbstanzeigen, welche dem deutschen Fiskus ca. EUR 7 Mrd. an nachträglichen Steuereinnahmen bescheren.

## Medienberichterstattung
Trotz mehrerer Höchstgerichtsurteile und der hohen Anzahl an Betroffenen wird in den Medien nur selten über Retrozessionen berichtet. Mittlerweile gibt es aber immer mehr internationales Interesse an den Schweizer Retrozessionen. Es erschienen einige Artikel über Retrozessionen in den britischen Zeitungen Daily Mail, Financial Times, The Daily Telegraph und The Sun.

## Besteuerung erstatteter Retrozessionen
Zur steuerlichen Behandlung von zurückbezahlten Retrozessionen gemäß § 20 StG hat die Finanzdirektion des Kantons Zürich in einer Amtsmitteilung vom 12. Februar 2013 Stellung genommen. Das Steueramt unterscheidet dabei zwischen Banken-Retrozessionen und Produkte-Retrozessionen: Bei ersteren verrechnen die Banken ihren Kunden für den Kauf und Verkauf von Wertpapieren Gebühren in Form der sog. Courtage. Einen Teil davon leiten sie den (bankexternen) Vermögensverwaltern weiter, die die Transaktionen veranlasst haben. Dagegen leiten bei Produkte-Retrozessionen die Emittenten von Wertpapieren („Produkteanbieter“) einen Teil der Managementgebühren Vermögensverwaltern oder Banken weiter, wenn sie deren Produkte in ihren Kundendepots halten. Zu diesen Retrozessionen gehören auch die „Bestandespflegekommissionen“. In beiden Fällen zahlt der Anleger zu viel, jedoch profitiert im ersten Falle der (bankunabhängige) Vermögensverwalter und nur im zweiten Falle die Bank selbst. Auf diese Produkte-Retrozessionen bezieht sich auch das Urteil des Bundesgerichts vom 30. Oktober 2012.
Das Steueramt Zürich hat nun in der o. g. Mitteilung klargestellt: «Die Rückerstattung von zu Unrecht erhobenen Produkte-Retrozessionen ist steuerbarer Vermögensertrag. Die Rückerstattung von Banken-Retrozessionen ist im Privatvermögen einkommenssteuerlich unbeachtlich.» Letzteres deswegen, da es sich steuerlich um erstattete Anlagekosten handelt. Da diese Kosten steuerlich abzugsfähig waren, bleibt ihre spätere Erstattung ohne steuerliche Folgen.

## Möglicher künftiger Verzicht auf Retrozessionen
Einem Bericht der Neuen Zürcher Zeitung vom 31. Oktober 2013 zufolge, bereiteten «die Banken […] sich aufgrund des regulatorischen Drucks auf eine Geschäftswelt vor, in der Retrozessionen zunehmend geächtet sind». Dies bestätige eine aktuelle Mitteilung der Großbank Credit Suisse, die ab 1. Juli 2014 «bei ihren Vermögensverwaltungsmandaten nur noch solche Anlageinstrumente ein[setzen werde], die keine Retrozessionen, Bestandespflegeprovisionen oder Vertriebsentschädigungen» zu ihren Gunsten enthalten. Damit folge die Credit Suisse der UBS. Die NZZ berichtet weiter, dass es in der Debatte um die Verjährungsfrist für die Rückforderung von Retrozessionen «für die Finanzhäuser um Milliarden gehen» dürfte. «Viele Banken spielten bei dem Thema bisher auf Zeit.» Medienberichten zufolge sind Retrozessionen aber keineswegs ein Auslaufmodell. Die Neue Zürcher Zeitung berichtete im Oktober 2019 detailliert über die Strategie der Schweizer Banken.

### Allgemeine Informationen
- Informationsseite zu Retrozessionen und Kickbacks für Privatanleger (Schweiz)
- Ktipp zum Stichwort Retrozession (Konsumenteninfo AG, Zürich; 66 Beiträge seit 2003)
- Artikelsammlung zum Thema Retrozessionen

### Rechts- und Steuerfragen
- Kommentierung des Urteils 4C.432/2005 des Bundesgerichts
- Einkommensteuerliche Behandlung von Retrozessionen (Schweiz)

### Rückforderung von Retrozessionen in der Schweiz
- Bericht des Schweizer Konsumentenschutzmagazins „Kassensturz“ (vom 12. Juni 2007) Der Beitrag ist nicht mehr online verfügbar. Ein Musterbrief findet sich über Menu „Services“ → „Merkblätter und Musterbriefe“.
- Anleitung für die Rückforderung von Retrozessionen (vom 6. September 2019), Beitrag im Blog der Schweizer Zeitung TagesAnzeiger.
- Wie Schweizer Banken ihre Kunden um Milliarden prellen (vom 23. Oktober 2019), Artikel der Basler Zeitung.